# Казе Катанија
Казе Катанија је насеље у Италији у округу Ређо ди Калабрија, региону Калабрија.
Према процени из 2011. у насељу је живело 31 становника. Насеље се налази на надморској висини од 391 м.